# Д’Са, Десмонд
Десмонд Д’Са (африк. Desmond D'Sa) — защитник окружающей среды из Южно- Африканской Республики. В 2014 году получил Премию Голдманов в области охраны окружающей среды. Десмонд более 25 лет боролся и преследовал крупные нефтеперерабатывающие заводы, которые нанесли значительный ущерб экологической безопасности в южном Дурбане.

## Деятельность
Он стал известен после организации протестов за право на экологическую справедливость в Дурбане (Южно- Африканская Республика), которые были связаны с организацией доступа к зелёным насаждениям и против загрязнения окружающей среды. Район вокруг города известен как «Раковая аллея» из-за более чем 300 промышленных предприятий, расположенных в этой местность. Для борьбы против этой проблемы он основал Экологический альянс Сообщество Южного Дурбана. Это сообщество успешно борется с загрязнениями окружающей среды и пропагандирует за предотвращение расширения порта Дурбан.
В 2011 году в его дом бросили зажигательную бомбу за пропагандистскую деятельность. Он вырос в эпоху апартеида, и помимо борьбы против этого, начал заниматься вопросами экологической и социальной справедливости.
За свою деятельность в 2015 году он получил почетную докторскую степень Дурбанского технологического университета.